# Plagiat
Plagiat er et ord fra latin, som bruges om en efterligning, især af en kunstners eller forfatters værker, under foregivende af at arbejdet er selvstændigt og originalt kunstværk, ofte forsynet med en falsk signatur.
Plagiater kan være i strid med juridiske regler, herunder ophavsretten og regler om "videnskabelig uredelighed".
Desuden kan plagiater stride mod fagetiske principper og normer.
Ophavsretskrænkelser kan betyde, at man bliver dømt til at betale erstatning mv. ved en domstol. Videnskabelig uredelighed kan udløse påtaler fra et af de såkaldte Udvalgene vedrørende Videnskabelig Uredelighed under Forsknings- og Innovationsstyrelsen. Dette udvalg er siden blevet udskiftet af Nævnet for Videnskabelig Uredelighed.

## Plagiat fra Wikipedia
Notabiliteter
Flere moderne notabiliteter er blevet anklaget for at have plagieret direkte fra Wikipedia: blandt andet primatologen Jane Goodall i 2013, i bogen Seeds of Hope (2013). Det hævdes at dreje sig om både sætninger og hele tekstafsnit. Også forfatteren Michel Houellebecq er blevet mistænkt for samme i 2010, han benægtede dog at der var tale om 'tyveri'; han forsvarede sig med at det var et "skønt eksperiment" og del af hans "metode". Den såkaldte International Baccalaureate Organization, der står for IB-uddannelse i Danmark, kopierede 14 ud af 24 testspørgsmål fra internettet i 2010. Oxford University Press forsøgte angiveligt mod betaling at ændre en artikel på Wikipedia i 2015 af interesse for medicinalindustrien og en medicinalbog.
Det er desuden hævdet at den amerikanske politiker John McCain plagierede dele af en tale i 2008. At Michael Gove, medlem af den engelske regering, skal have gjort det samme i februar 2022. Og det er hævdet at være tilfældet for det amerikanske forsvarshovedkvarter i Pentagon, i en rapport til Kongressen i 2016.

## Forskere og studerende
Med til kategorien plagiat hører også betalingsplatforme med opgavebanker for studerende, der ofte tages i plagiat igennem digitale screeninger på alle uddannelsesniveauer. En kendt sag var fra jurastudiet. I Danmark har virksomheden FixMinOpgave solgt sådanne ydelser. Prisen for højeste karakter på karakterskalaen, en 12'er: 7.000 kroner.
I april 2022 afslørede Science Magazine en russisk 'Research Paper Mill' (forskerartikelmølle), der havde solgt hundredvis af artikler hvor akademikere havde betalt for at blive forfatter på artiklerne. 419 solgte artikler blev med sikkerhed identificeret. Stykpris per artikel: 5.000 $.

## I medierne
I mediernes søgelys dukker fra tid til anden plagiatanklager op imod især akademikere og politikere. I Tyskland har det i nyere tid bragt adskillige ministre til fald og i miskredit. Én minister i Danmark blev taget i at plagiere sig selv i teologi (der ikke tidligere var kriminaliseret), men blev dog frifundet, andre for plagiat i studietiden på hhv. jura og medicin. mens Naser Khader i forbindelse med samarbejdet med ghostwriteren Stig Mathiesen blev anklaget for plagiat. I 2021 blev litteraten Marianne Stidsen anklaget for plagiat i blandt andet Dagbladet Information, POV International og Uniavisen. Det bragte debatten hen på, hvorvidt parafrase er plagiat. En filosof hævdede i Dagbladet Information, at plagiat accepteres på universiteterne, når det er tyveri fra mindre kendte kilder eller deciderede modstandere. Kampagnen i danske universitetskredse #Please don't steal my work (2022) hævder at kunne dokumentere sidstnævnte påstand.

## Kritik
Kritikere af selvplagiatsprædikatet forsvarer sig med at det praktisk set er umuligt at plagiere sig selv. Ofte med henvisning til at argumentet fører til en absurditet (en reductio ad absurdum). Andre henviser til at det bliver en selvmodsigende oxymoron. I akademiske kredse anses det imidlertid fortsat for plagiat når ikke det meddeles i en publikation, at den eller dele deraf tidligere har været offentliggjort.

## Galleri - eksempler
Hvad angår forfalskning af kunst og kopivarer gælder mange forskellige regler. I Danmark har det ikke været forbudt at købe kopivarer så længe det ikke har været med henblik på videresalg.
- Kirsten Piils Kilde afbildet i Danske Kirker, Slotte, Herregaarde og Mindesmærker, 1866.
- Samme baggrund tre årtier senere, er dog ikke nødvendigvis plagiat. Fra Danske Billeder for Skole og Hjem, 1895.
- Original Leica III F, der senere er blevet kopieret.
- Kopi ved Canon, Kwannon D, Japan, 1930'erne.
- Russisk kopi ved Zorki, 1950'erne.